# Boehmeria maugeretii
Boehmeria maugeretii là loài thực vật có hoa trong họ Tầm ma. Loài này được H.Lév. & Vaniot mô tả khoa học đầu tiên năm 1907.